# Kenaf
Kenaf eller basttræ (Hibiscus cannabinus) er en Hibiscus-plante, hvis fibre anvendes til mange formål. Planten kan vokse op til 6 meter på en sæson. 

## Anvendelse
Kenaf har været dyrket i Afrika i 4000 år for sin fiberrige stængel. Den dyrkes i dag især i Indien og Kina, men også i bl.a. USA. Stænglernes fibre anvendes til fremstilling af papir, fiberplader (bl.a. til biler), fibermåtter, gulvbelægning m.m.

## CO2
Kenaf binder mere carbon fra atmosfærisk CO2 (kuldioxid) end de fleste andre planter. Den kan absorbere 3-8 gange mere CO2 end et tilsvarende skovareal.
| Portal | Portal:Botanik |

## Fodnoter
1. ↑  http://www.denstoredanske.dk/index.php?sideId=231331 Gyldendal – Den Store Danske Gyldendals åbne encyklopædi
2. ↑  Can 1 miracle plant solve the world's 3 greatest problems? | MNN - Mother Nature Network